# Lucas Höler
Lucas Höler (* 10. Juli 1994 in Achim) ist ein deutscher Fußballspieler. Der Stürmer steht seit 2018 beim SC Freiburg unter Vertrag.

## Karriere
Höler spielte als Kind und als Jugendlicher beim FC Hansa Schwanewede, dem VSK Osterholz-Scharmbeck und ab 2011 für die A-Jugend des Blumenthaler SV in der Jugend-Regionalliga. In seinem ersten Jahr als Aktiver stand er in der Saison 2013/14 beim Nord-Regionalligisten VfB Oldenburg unter Vertrag und erzielte in 34 Ligaspielen 9 Tore.
Er wurde im Juni 2014 von der zweiten Mannschaft des 1. FSV Mainz 05, die zu dieser Zeit in der 3. Liga spielte, verpflichtet. In seiner ersten Saison erzielte er 10 Tore in 26 Ligaspielen; am Saisonende stand der Klassenerhalt. Im Sommertrainingslager 2015 trainierte er bei der Bundesligamannschaft der Mainzer mit. Im ersten Spiel der Drittligasaison 2015/16 erzielte Höler beim 4:0-Auswärtssieg bei Holstein Kiel drei Tore.
Zur Saison 2016/17 wechselte er gemeinsam mit Julian Derstroff zum Zweitligisten SV Sandhausen. Im Trikot von Sandhausen bestritt Höler insgesamt 51 Pflichtspiele, in denen er 14 Tore erzielte.
Zum 1. Januar 2018 schloss er sich dem Bundesligisten SC Freiburg an. Für den SC Freiburg erzielte der Offensivspieler am 28. April 2018 (32. Spieltag) beim Heimsieg gegen den 1. FC Köln seinen ersten Bundesligatreffer zum 3:2-Endstand. Trotz anfänglicher Schwierigkeiten und der geringen Anzahl erzielter Tore gehörte Höler wegen seiner besonderen Zweikampfstärke und Laufbereitschaft bald zum Stammpersonal der Breisgauer und fügte sich nahtlos in die Spielphilosophie des Trainers Christian Streich ein, in dessen System er in Anspielung auf seine Position als „der erste Verteidiger“ galt.
Im Viertelfinale des DFB-Pokals gegen den FC Bayern München im April 2023 erzielte Höler, nachdem Vincenzo Grifo bereits ausgewechselt worden war, in der Nachspielzeit per Handelfmeter den Siegtreffer zum 1:2-Endstand und ermöglichte dem SC Freiburg mit dessen ersten Sieg in München den Einzug ins Pokal-Halbfinale.